# Västerås IK
Västerås IK ist ein schwedischer Fußballverein aus Västerås. Die Mannschaft gehörte 1924 zu den Gründungsmitgliedern der Allsvenskan. Bis 1980 besaß der Verein weitere Abteilungen, die sich damals vom Hauptverein abspalteten und eigene Vereine gründeten. Die ehemalige Eishockeyabteilung spielt seit 2018 wieder unter dem Namen Västerås IK in der HockeyAllsvenskan.

## Geschichte
Västerås IK wurde 1913 gegründet. In der Spielzeit 1924/25 gehörte die Mannschaft zu den ersten zwölf Mannschaften in der neu gegründeten Allsvenskan. Allerdings konnte die Mannschaft im Laufe der Saison nur zwei Siege verbuchen und stieg mit neun Punkten als Tabellenvorletzter aus der Liga ab. In der Mellansvenska Serien, der mittelschwedischen Staffel der zweiten Liga, gelang nur Platz drei hinter Örebro SK und Hallstahammars SK. Auch in der folgenden Spielzeit verpasste die Mannschaft hinter IK City und dem Lokalrivalen IFK Västerås den Wiederaufstieg. 1928 musste die Mannschaft, nachdem nur der vorletzte Platz belegt wurde, in die dritte Liga absteigen.
In der ersten Spielzeit in der dritten Liga kämpfte Västerås IK gegen den Abstieg, konnte jedoch dank des besseren Torquotienten die Klasse erhalten. In der folgenden Spielzeit reichte es jedoch zu nur zwei Siegen und einem Unentschieden im gesamten Saisonverlauf: Västerås IK stieg in die vierte Liga ab. 1937 gelang dem Klub die Rückkehr in die dritte Spielklasse. 1941 gelang hinter dem Lokalrivalen Västerås SK die Vizemeisterschaft und im folgenden Jahr stand der Klub selbst an erster Stelle. In den Aufstiegsspielen scheiterte der Klub jedoch an IF Verdandi. Danach gelangen dem Klub zwar weitere Platzierungen im vorderen Teil der Tabelle, jedoch dauerte es bis 1945, ehe das nächste Mal der erste Platz belegt wurde. Gegen IF Vesta gelang ein Unentschieden und ein Heimsieg und damit die Rückkehr in die zweite Liga.
Mit einem fünften Platz meldete sich Västerås IK in der zweiten Liga zurück. Jedoch ging es 1948 zusammen mit dem Lokalrivalen IFK Västerås wieder zurück in die dritte Spielklasse. In den folgenden Jahren wurde die Mannschaft mehr und mehr zur Fahrstuhlmannschaft zwischen der dritten und vierten Liga. 1962 gelang der Mannschaft der Wiederaufstieg in die dritte Liga und im folgenden Jahr der Durchmarsch in Liga zwei, wo allerdings der sofortige Wiederabstieg vollzogen wurde. 1967 ging es dann erneut zurück in die vierte Spielklasse und der Verein begann erneut als Fahrstuhlmannschaft in unregelmäßigen Abständen zwischen den Ligen zu pendeln.
Nachdem Västerås IK zeitweilig sogar nur fünftklassig gespielt hatte, gelang 2000 der erneute Aufstieg in die vierthöchste Spielklasse Schwedens. 2003 wurde die Mannschaft dort Meister und kehrte in die dritte Liga zurück. Dort entging die Mannschaft nur dank des besseren Torverhältnisses gegenüber Eskilstuna City dem direkten Wiederabstieg. 2005 wurde das Ligasystem in Schweden reformiert und der Klub kam in die vierte Liga. Dort hielt er sich bis zum Abstieg in die Fünftklassigkeit am Ende der Spielzeit 2010.
Seit 1988 besitzt der Klub eine Frauenfußballabteilung. Die Frauenmannschaft spielte jedoch bisher nur in unteren Ligen.